# سد آتش

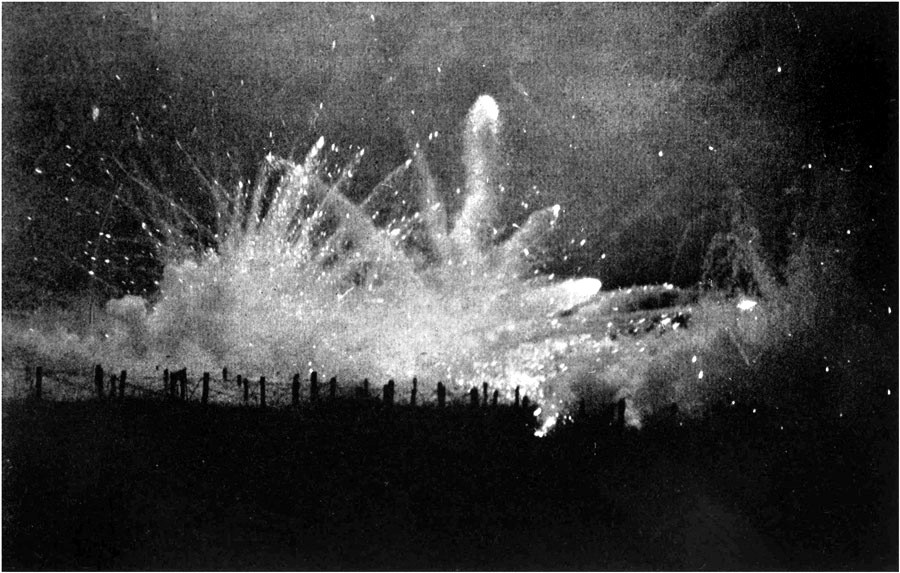
سد آتش توپخانه آلمان که بر روی سنگرهای متفقین در ایپر، در جریان نبرد دوم ایپر در سال ۱۹۱۵، در طول جنگ جهانی اول، در حال باریدن است.

سد آتش (انگلیسی: Barrage) در کاربرد نظامی، گلوله‌باری متراکم و مداومی است که توسط توپخانه یا خمپاره به سمت مجموعه‌ای از نقاط در امتداد یک خط شلیک می‌شود. سد آتش علاوه بر حمله به هر دشمنی در منطقهٔ هدف، قصد دارد حرکات دشمن را سرکوب کرده و دسترسی به آن خط آتش را مسدود کند. نقاط برخورد در امتداد خط ممکن است ۲۰ تا ۳۰ یارد از هم فاصله داشته باشند و طول کل خط منطقه آتش می‌تواند از چند صد تا چند هزار یارد باشد. سد آتش می‌تواند از چندین خط آتش تشکیل شده باشد، معمولاً حدود ۱۰۰ یارد از هم فاصله دارند و سد آتش به مرور زمان از یک خط به خط بعدی تغییر می‌کند، یا ممکن است چندین خط به‌طور همزمان هدف قرار گیرند.
یک سد آتش ممکن است شامل چند آتشبار توپخانه یا حتی (به ندرت) یک توپ باشد. هر توپ اغلب در یک سد آتش، با استفاده از آتش غیرمستقیم، قبل از حرکت به سمت هدف بعدی، طبق جدول زمانی دقیق سد آتش، به‌طور مداوم با سرعت ثابت در نقطه تعیین شده خود برای یک زمان مشخص شلیک می‌کند و سپس به سمت هدف بعدی می‌رود. سدهای آتش معمولاً از گلوله‌های انفجاری قوی استفاده می‌کنند، اما ممکن است ترکش، دود، منور، گاز سمی (در جنگ جهانی اول) یا سایر عوامل شیمیایی نیز باشند. سدهای آتش در تضاد با آتش توپخانه متمرکز هستند که یک هدف خاص مانند موقعیت یا ساختار شناخته شده دشمن را هدف قرار می‌دهد و در تضاد با آتش مستقیم هستند که دشمنان را در خط دید مستقیم اسلحه هدف قرار می‌دهد.
سدهای آتش ممکن است به صورت دفاعی یا تهاجمی استفاده شوند و الگوهای متنوعی دارند. انواع دفاعی اغلب ایستا هستند (مانند سد آتش ایستاده) در حالی که انواع تهاجمی با هماهنگی نیروهای خودی در حال پیشروی حرکت می‌کنند (مانند سد آتش خزنده، غلتشی یا بلوکی). آنها ممکن است در امتداد خط مقدم یا بیشتر در منطقه پشت دشمن برای منزوی کردن مواضع خاص دشمن (مانند سد آتش جعبه‌ای) هدف قرار گیرند. با پیشرفت نبرد، ممکن است مجموعه‌ای از الگوهای مختلف به کار گرفته شود که هر سد آتش فقط چند دقیقه یا چند ساعت طول می‌کشد. سدهای آتش معمولاً با عملیات بزرگتر از چندین آرایش نظامی، از لشکرها گرفته تا ارتش‌های میدانی، که نیاز به روزها تا هفته‌ها آماده‌سازی و برنامه‌ریزی دقیق دارند، همراه هستند.
سد آتش توسط ارتش بریتانیا در جنگ دوم بوئر توسعه داده شد. این سد در جنگ جهانی اول، به ویژه استفاده از آن توسط نیروی اعزامی بریتانیا و به ویژه از اواخر سال ۱۹۱۵ به بعد، زمانی که بریتانیایی‌ها متوجه شدند اثرات سرکوبگرانه توپخانه برای ایجاد آتش پوششی، کلید نفوذ به مواضع دفاعی است، مورد توجه قرار گرفت. در اواخر سال ۱۹۱۶، سد آتش خزنده وسیله استاندارد اعمال آتش توپخانه برای پشتیبانی از حمله پیاده‌نظام بود، به طوری که پیاده‌نظام تا حد امکان از سد آتش پیشرو پیروی می‌کرد. به‌کارگیری آن به این روش، اهمیت آتش توپخانه را در سرکوب یا خنثی کردن، به جای نابودی، به رسمیت شناخت. مشخص شد که یک سد آتش متحرک که بلافاصله پس از حمله پیاده‌نظام انجام می‌شود، می‌تواند بسیار مؤثرتر از هفته‌ها بمباران اولیه باشد.
سد آتش در جنگ جهانی دوم و بعد از آن همچنان مورد استفاده قرار گرفت، اما فقط به‌عنوان یکی از انواع تاکتیک‌های توپخانه که با پیشرفت در آتش پیش‌بینی شده، مکان هدف و ارتباطات امکان‌پذیر شده است. اصطلاح سد آتش به‌طور گسترده و از نظر فنی نادرست، در رسانه‌های عمومی برای هرگونه آتش توپخانه استفاده می‌شود.